# Petrivka, Veselînove
Petrivka (în ucraineană Петрівка) este un sat în comuna Lubeanka din raionul Veselînove, regiunea Mîkolaiiv, Ucraina.

## Demografie
Componența lingvistică a localității Petrivka
     Ucraineană (88,98%)
     Rusă (10,17%)
     Alte limbi (0,85%)
Conform recensământului din 2001, majoritatea populației localității Petrivka era vorbitoare de ucraineană (88,98%), existând în minoritate și vorbitori de rusă (10,17%).